# Metleucauge yunohamensis
Metleucauge yunohamensis är en spindelart som först beskrevs av Friedrich Wilhelm Bösenberg och Embrik Strand 1906.  Metleucauge yunohamensis ingår i släktet Metleucauge och familjen käkspindlar. Inga underarter finns listade i Catalogue of Life.